# The Alamo (2004)
The Alamo is een film uit 2004 over de Slag om de Álamo. De Álamo was het missiezendingsgebouw in San Antonio, nu Texas, dat door de Mexicanen tijdens de Texaanse Revolutie, de Texaanse onafhankelijkheidsoorlog tegen Mexico, werd belegerd. Texas was toen nog een eigen republiek, dus nog geen van de Verenigde Staten. De Mexicanen veroverden het fort en schoten alle Texanen, die zich hadden verdedigd, dood.
De film werd geroemd om zijn historische nauwkeurigheid. In tegenstelling tot veel andere films over de Álamo belichtte deze film beide kanten. De Álamo en de omliggende stad San Antonio werden volledig nagebouwd, waardoor het het grootste filmdecor ooit werd. Davy Crockett en James Bowie waren in de film gewone mensen in plaats van de gebruikelijke legendarische halfgoden.
Doordat The Passion of the Christ in hetzelfde weekend uitkwam, viel de opbrengst enigszins tegen.

## Rolverdeling
- Dennis Quaid als Sam Houston
- Billy Bob Thornton als Davy Crockett
- Jason Patric als James Bowie
- Patrick Wilson als William Barret Travis
- Emilio Echevarría als Antonio López de Santa Anna
- Jordi Mollà als Juan Seguín
- Leon Rippy als sergeant William Ward
- Tom Davidson als kolonel Green Jameson
- Marc Blucas als James Bonham
- Robert Prentiss als Albert Grimes
- Kevin Page als Micajah Autry
- Joe Stevens als Mial Scurlock
- Stephen Bruton als luitenant Almeron Dickinson
- Laura Clifton als Susanna Dickinson
- Ricardo Chavira als soldaat José Gregorio Esparza
- Emily Deschanel als Rosanna Travis
- Brandon Smith als luitenant-kolonel James C. Neill
- W. Earl Brown als David Burnet
- Tom Everett als Moseley Baker
- Rance Howard als gouverneur Henry Smith
- Stewart Finlay-McLennan als James Grant
- Castulo Guerra als generaal Manuel Fernández Castrillón
- Francisco Philbert als generaal Martín Perfecto de Cos
- Flavio Hinojosa als kolonel Juan Almonte
- Michael Crabtree als Deaf Smith
- Rutherford Cravens als Mr. Smith
- Dameon Clarke als Mr. Jones
- Nathan Price als Charlie Travis

## Foto's van de set

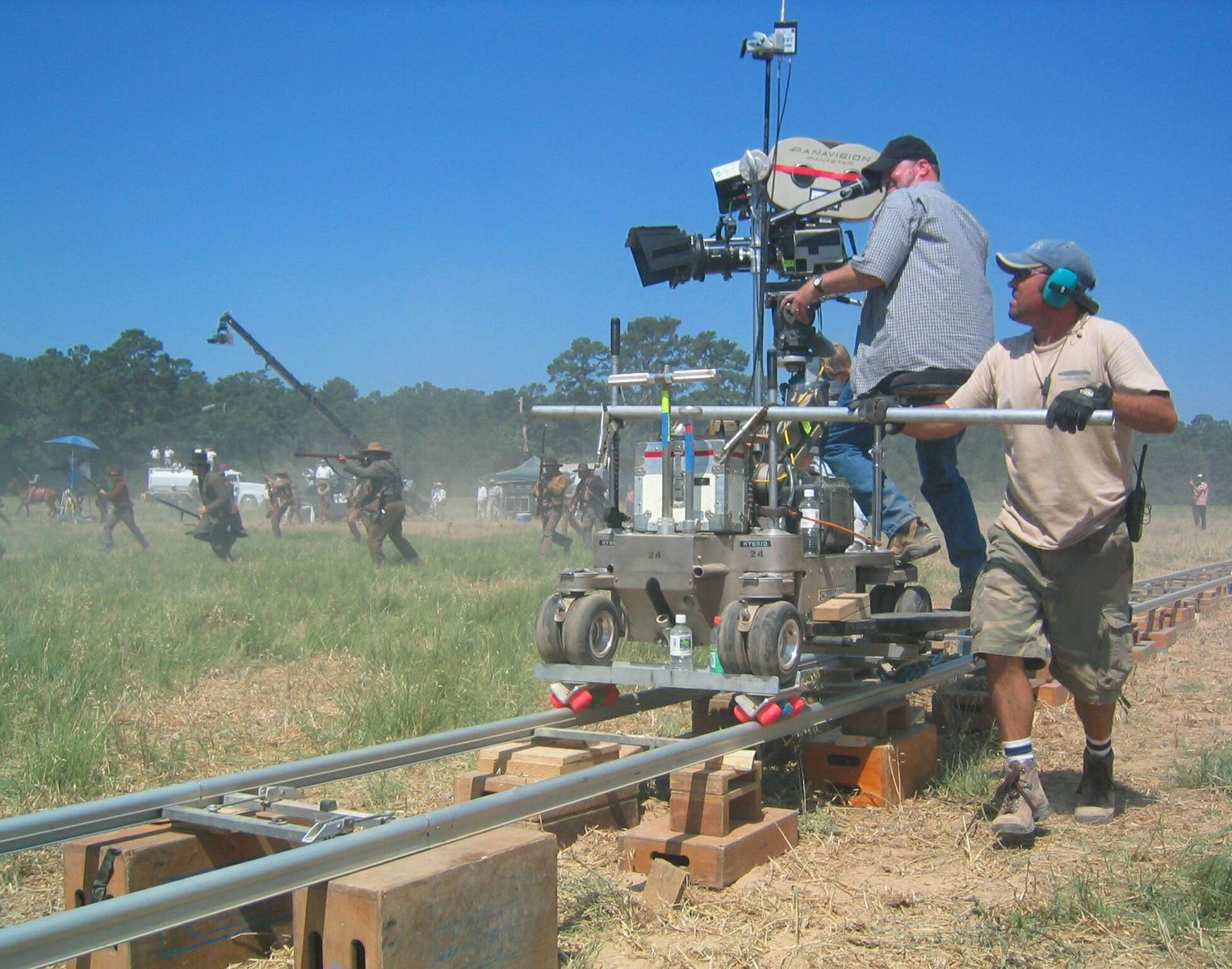
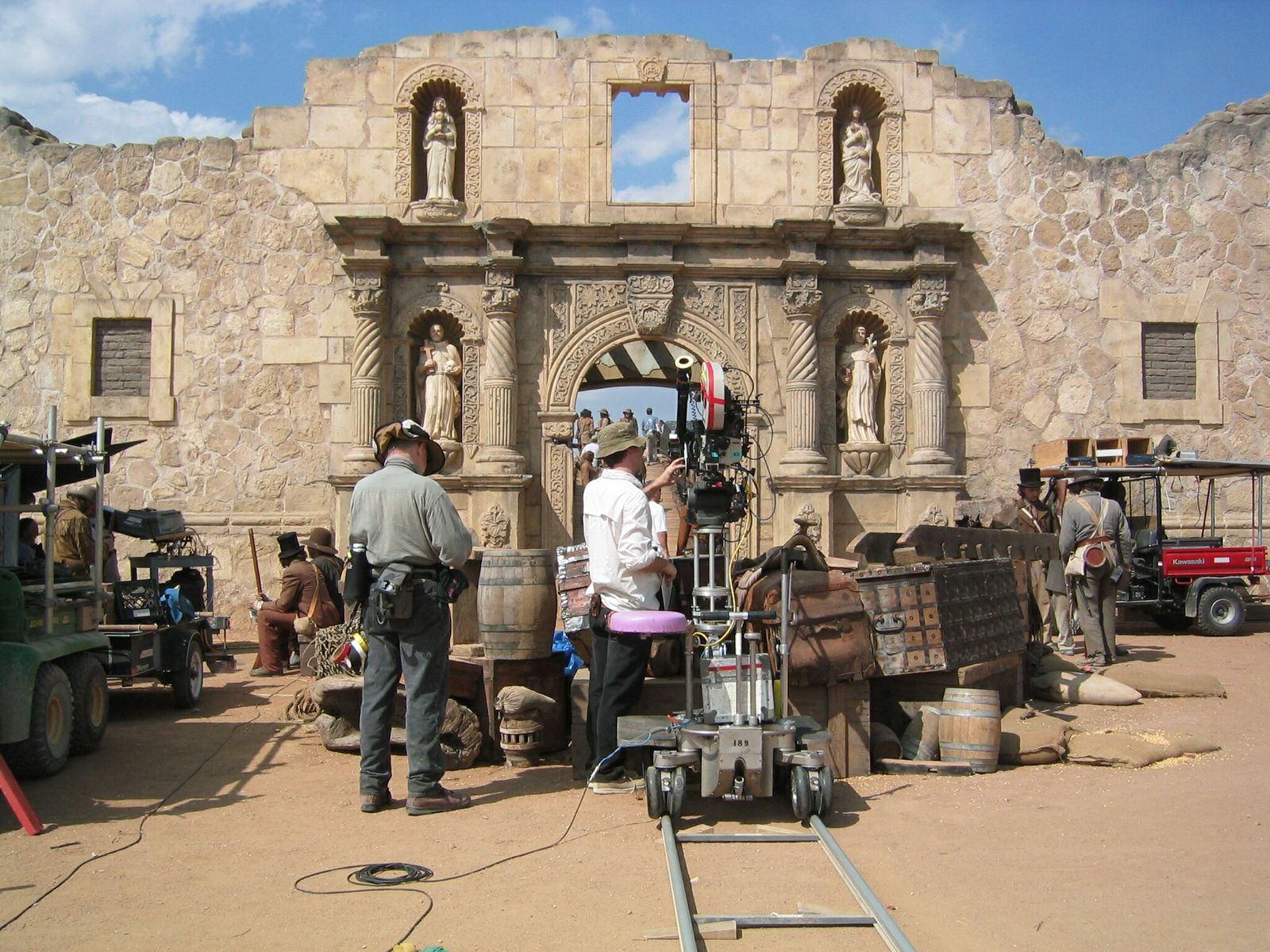